# Fundo de Investimento Imobiliário
Fundo de investimento imobiliário (“FII”) é uma comunhão de recursos destinados à aplicação em empreendimentos imobiliários. O FII é constituído sob a forma de um condomínio fechado, sendo dividido em cotas, que representam parcelas ideais do seu patrimônio.

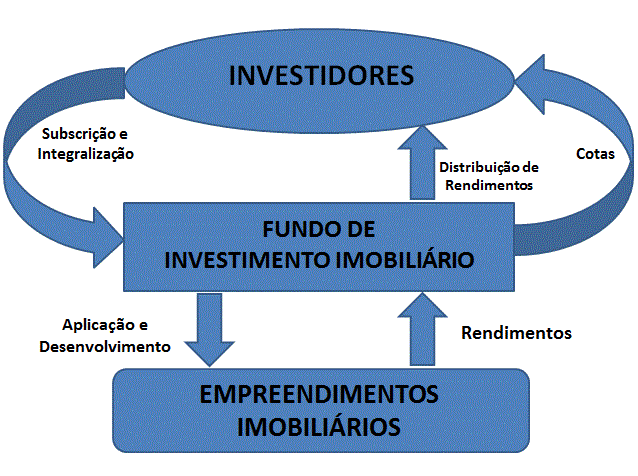
Fluxograma - Fundo de Investimento Imobiliário

O investidor pode adquirir cotas de um FII através da subscrição e integralização de cotas no mercado primário, ou através da aquisição de cotas no mercado secundário. Nas operações realizadas no mercado primário, os recursos utilizados pelo investidor para integralização das cotas são diretamente direcionados ao patrimônio do FII. Já nas operações no mercado secundário, um investidor adquire de outro investidor uma cota já emitida pelo FII.
Os recursos captados pelos FIIs devem ser destinados a empreendimentos imobiliários. A Instrução CVM 472, que regulamenta os FIIs, dispõe que os recursos captados pelos FII podem ser aplicados na aquisição de uma série de ativos imobiliários, dentre os quais, direitos reais sobre imóveis (para fins de locação comercial, residencial ou industrial, por exemplo), as ações e debêntures de empresas do setor imobiliário, certificado de potencial adicional de construção (CEPAC), letras hipotecárias, letras de créditos imobiliários, cotas de outros fundos de investimentos imobiliários, dentre outros ativos.

## Regulamentação Aplicável
Os fundos de investimento imobiliário são regulados pela Lei 8.668, de 25 de junho de 1993, pela Instrução CVM nº 472, de 31 de outubro de 2009 (“Instrução CVM 472”) e pela Instrução CVM nº 516.
Além da Lei 8.668, o regime tributário aplicável aos fundos de investimento imobiliário está previsto também na Lei 9.779, de 19 de janeiro de 1999, Lei 11.033, de 21 de dezembro de 2004, Lei 11.196, de 21 de novembro de 2005, e na Lei 12.024, de 27 de agosto de 2009.

## Constituição de Fundos de Investimento Imobiliário
Os fundos de investimento imobiliário são constituídos por meio de uma instituição administradora, através da aprovação de seu regulamento. A constituição e o funcionamento dos FIIs também dependem do registro prévio na Comissão de Valores Mobiliários, nos termos da Instrução CVM 472.
O regulamento do FII é um documento que se assemelha ao contrato social ou estatuto social de uma empresa. O regulamento dispõe sobre a estrutura e as regras gerais aplicáveis ao FII, tais como o seu objeto (que definirá a natureza dos investimentos ou empreendimentos imobiliários que serão realizados), os tipos de ativos que irão compor o patrimônio do fundo, o prazo de duração, o número de cotas, as formas de distribuição de rendimentos, a governança do fundo, etc.
Além da constituição do FII, a instituição administradora é responsável pelo funcionamento, manutenção e a representação do fundo perante terceiros. Cabe à instituição administradora prestar diretamente (ou contratar terceiro para prestar, conforme aplicável) os seguintes serviços (i) análise e acompanhamento de projetos imobiliários (consultor imobiliário), (ii) atividades de tesouraria, controle e processamento dos títulos e valores mobiliários, (iii) escrituração de cotas, (iv) custódias dos ativos financeiros, (v) auditoria independente; (vi) gestão dos valores mobiliários integrantes da carteira do fundo.
A lei 8.668 e  a Instrução CVM 472 restringem o cargo da instituição administradora para somente algumas entidades, dentre as quais, os bancos comerciais, bancos múltiplos com carteira de investimento ou carteira de crédito imobiliário, bancos de investimento, sociedades corretoras ou sociedades distribuidoras de valores mobiliários, sociedades de crédito imobiliário, caixas econômicas e companhias hipotecárias.

## Evolução Normativa dos Fundos de Investimento Imobiliário
O fundo de investimento imobiliário foi introduzido no ordenamento jurídico pátrio pela Lei 8.668, de 25 de junho de 1993. Esta lei estabeleceu, também, a competência concorrente da Comissão de Valores Mobiliários para disciplinar, autorizar e fiscalizar a constituição, o funcionamento e a administração dos FIIs. Nesse sentido, em 1994 foram editadas as Instruções CVM nº 205 e nº 206, que regulamentaram (a) a constituição e o funcionamento dos FIIs; e (b) as normas contábeis aplicáveis às demonstrações financeiras dos fundos de investimento Imobiliário, respectivamente.
A evolução normativa referente aos FIIs foi notavelmente caracterizada pela sua regulamentação tributária e os incentivos fiscais concedidos pelo legislador federal a essa modalidade de investimento. A lei 9.779, de 19 de janeiro de 1999, que alterou a redação da lei 8.668, regulamentou a incidência do imposto de renda sobre os rendimentos e ganhos de capital auferidos pelos FIIs. A Lei 11.033, de 21 de dezembro de 2004, alterou as alíquotas de imposto de renda aplicáveis aos fundos de investimentos imobiliários e isentou o imposto de renda incidente sobre a remuneração decorrente de letras hipotecárias, certificados de recebíveis imobiliários e letras de crédito imobiliário.
Posteriormente, em 21 de novembro de 2005 foi editada a Lei 11.196, que dispôs sobre a isenção de imposto de renda para os rendimentos distribuídos pelos fundos de investimento imobiliário cujas quotas sejam admitidas à negociação em bolsas de valores ou no mercado de balcão organizado. Nesta mesma linha, a Lei 12.024, de 27 de agosto de 2009, consolidou o pacote de benefícios fiscais aos Fundos de Investimento Imobiliário, ao alterar a redação do artigo 16-A da Lei 8.668 e prever que não estarão sujeitas à incidência do imposto de renda as aplicações efetuadas pelos fundos de investimentos imobiliários em letras hipotecárias, certificados de recebíveis imobiliários e letras de crédito imobiliário e os rendimentos distribuídos pelos Fundos de Investimento Imobiliários cujas quotas sejam admitidas à negociação exclusivamente em bolsas de valores ou no mercado de balcão organizado.
Atualmente, a isenção de imposto de renda sobre os rendimentos distribuídos para pessoa física está condicionado ao preenchimento dos seguintes requisitos: (i) o FII deve ter no mínimo 50 cotistas; (ii) o percentual máximo de participação de cada cotista não supera 10% do patrimônio líquido do fundo; (iii) o FII deve estar listado na bolsa de valores ou mercado de balcão organizado.
Paralelamente, foi editada a Instrução da CVM 472 em 2008, que revogou a antiga Instrução CVM 205, e alterou a regulamentação dos fundos de investimento imobiliário no Brasil. Em 29 de dezembro de 2011 também foi editada a Instrução CVM 516, que alterou as regras relativas à elaboração e divulgação das demonstrações financeiras pelos fundos de investimento imobiliário.

## O Fundo de Investimento Imobiliário no Brasil
Após a regulamentação do fundo de investimento imobiliário no Brasil, através da edição da Lei 8.668 e da Instrução CVM 472, essa modalidade de investimento tem se mostrado como um importante instrumento para o estímulo e desenvolvimento de empreendimentos imobiliários no território nacional.
"Já se vai quase uma década desde o advento da Instrução CVM nº 472, a norma que revolucionou os Fundos de Investimento Imobiliário (FII), com destaque para a ampliação do universo de ativos enquadráveis como investimentos imobiliários. Desde 2008, este segmento atravessou diferentes conjunturas macroeconômicas, diferentes condições de oferta e demanda no mercado imobiliário e diferentes períodos dos ciclos imobiliários. Do lado do investidor, houve uma expansão extraordinária do mercado secundário e da participação do investidor pessoa-física, e houve também correções relevantes de valuation em função do comportamento das variáveis apontadas acima. E no âmbito regulamentar houve avanços complementares, desde a Instrução CVM nº 516, ainda em 2011, tratando de forma inovadora os aspectos informacionais contábeis, até a mais recente Instrução nº 571, que contribuiu para o melhoramento de aspectos de governança no funcionamento dos fundos."
Uma das vantagens dos fundos de investimento imobiliário é a redução do custo de financiamento de projetos imobiliários. Isso porque a estrutura de captação de recursos dos fundos de investimento imobiliário ocorre através do mercado de capitais, o que garante acesso direto a recursos de investidores, sem intermediários. Essa modalidade de investimento pode representar, portanto, uma alternativa para redução do custo de capital para financiamento de empreendimentos imobiliários, tendo em vista a desintermediação financeira.
A aquisição de cotas de FII consiste também numa opção de investimento no setor imobiliário por meio de um ticket menor de investimento, comparado a outras modalidades de investimento no setor imobiliário. Outra vantagem com relação a essa modalidade de investimento é a existência de um mercado secundário para negociação das cotas, que pode garantir um pouco mais de liquidez ao investimento, ao contrário de um investimento direto na aquisição de um imóvel ou outro empreendimento imobiliário.
A isenção de imposto de renda sobre os rendimentos distribuídos para cotistas pessoas físicas e a regra de distribuição de rendimentos (pelo menos) semestrais são também outras novidades introduzidas pelos fundos de investimento imobiliário, que estimulam a captação de recursos para o desenvolvimento de empreendimentos imobiliários.
No Brasil, os fundos de investimento imobiliário têm se mostrado como uma alternativa de financiamento de projetos imobiliários. Exemplo disso ocorre no projeto para revitalização urbana da região portuária do Rio de Janeiro, o projeto Porto Maravilha. Por meio do Fundo de Investimento Imobiliário Porto Maravilha, criado pelo FGTS e administrado pela Caixa Econômica Federal, foi possível financiar o projeto de revitalização, através da arrematação de um estoque de certificados de potencial adicional de construção (CEPAC) por R$ 3,5 bilhões.
A proposta financiamento de empreendimentos imobiliários por meio fundo de investimento imobiliário tem também despertado o interesse de outras empresas, tais como a Companhia Imobiliária de Brasília – TERRACAP. A proposta de investimento em fundo de investimento imobiliário tem sido analisada como uma alternativa à empresa pública para dinamizar as atividades imobiliárias de interesse do Distrito Federal, além da geração de empregos e renda.
A participação de fundos de investimento imobiliário tem se destacado também no setor do varejo, como por exemplo os shoppings Pátio Higienópolis e Shopping Largo 12, que são gerenciados por fundos de investimento imobiliário. Há também participação de FII em outros setores, como na locação de escritórios (Fundo CSHG Real Estate de Investimento Imobiliário) e hospitais (Fundos do Hospital da Criança e Hospital Nossa Senhora de Lourdes).
No Brasil, o crescimento de fundos de investimentos imobiliário se intensificou consideravelmente a partir de 2009, diante de um cenário econômico favorável ao setor imobiliário, caracterizado pela crescente demanda por crédito imobiliário e o desenvolvimento do mercado de capitais brasileiro. Em 2009, o patrimônio líquido de todos os 89 fundos registrados somava um pouco mais de 5.149 milhões. Em dezembro de 2015, a quantidade de FIIs quase triplicou, totalizando 261 fundos de investimentos imobiliários, com patrimônio líquido total girando em torno de 61.703 milhões.
Apesar do crescimento de fundos de investimento imobiliário no mercado primário e secundário ao longo desses últimos anos, a partir de 2013 o segmento entrou numa fase de declínio, diante da recessão econômica no Brasil, juntamente com o aumento da inflação e consequente alta da curva de juros da economia.

## Fundos de Investimento Imobiliário em 2017
Sinalizando um início de ano mais movimentado que 2016, o volume de ofertas públicas de cotas de FII realizadas no âmbito da ICVM 400 atingiu R$ 1,25 bilhão em termos de montante distribuídos entre oito ofertas, entre o ínicio de janeiro e o fim de março de 2017. Em uma análise comparativa ao ano de 2016, essa quantidade de ofertas já representa dois terços do total registrado neste ano. A expectativa é que o movimento de queda na quantidade de ofertas seja rompido pela primeira vez desde 2012, quando foram registradas 68 ofertas na CVM.
Os últimos anos da política pública no Brasil estão sendo marcados, além de uma intensa crise política, por uma grave crise fiscal dos estados e municípios. Buscando ao redor por uma saída alternativa que alivie o estresse fiscal, muitos entes públicos têm apostado no mercado de capitais como uma opção possível. Dentro deste contexto o Estado de São Paulo iniciou a estruturação de uma carteira de FII que deve somar até R$ 1,5 bilhão composta de aproximadamente 300 imóveis sob administração pública. Até maio de 2017, existiam projetos semelhantes em tramitação no Estado de Minas Gerais.
Os fundos imobiliários ganharam ainda mais relevância a partir de 2020, estimulados pela queda da taxa básica de juros (Selic), que levou muitos investidores a migrarem da renda fixa para os FIIs. Com a alta dos juros em 2022, os FIIs entraram novamente em um momento de altisima demanda.